# 이저도어 싱어
이저도어 마누엘 싱어(영어: Isadore Manuel Singer, 1924년 5월 3일 ~ 2021년 2월 11일)는 미국의 수학자다. 마이클 아티야와 같이 아티야-싱어 지표 정리를 증명하였으며, 이 공로로 아벨 상을 아티야와 공동으로 수상하였다. 매사추세츠 공과대학교의 수학 교수로 재직 중이었으나 2021년 2월 11일 사망하였다.

## 생애
디트로이트에서 1924년 태어났으며, 1944년 미시간 대학교에서 학사 학위를 취득하였다. 1948년에 시카고 대학교에서 석사 학위를, 1950년에 같은 대학에서 박사 학위를 획득하였다. 그 뒤 캘리포니아 대학교 로스앤젤레스와 매사추세츠 공과대학교에서 교수로 일했다.